# Agus Indra Kurniawan
Agus Indra Kurniawan (Gresik, Indonesia, 27 de febrero de 1982) es un exfutbolista indonesio que jugaba en la posición de centrocampista. Actualmente es entrenador asistente del Gresik United de la Liga 2 de Indonesia.

## Carrera

### Club
| Periodo   | Club                | Apariciones | Goles |
| --------- | ------------------- | ----------- | ----- |
| 2000-2004 | Petrokimia Putra    | 72          | 8     |
| 2004-2011 | Persija Jakarta     | 168         | 26    |
| 2011-2013 | Gresik United       | 48          | 3     |
| 2014-2015 | Pelita Bandung Raya | 17          | 3     |
| 2016–2017 | Gresik United       | 40          | 3     |
| 2019–2021 | Muba Babel United   | 8           | 0     |

### Selección nacional
Jugó para Indonesia en 10 ocasiones de 2004 a 2007 y participó en dos ediciones de la Copa Asiática.

## Logros

### Club
- Liga 2 de Indonesia (1): 2002

### Selección nacional
- trofeo Hassanal Bolkiah (1): 2002